# コンチータ・ヴルスト
コンチータ・ヴルスト（Conchita Wurst、コンチータ・ウルストの表記も）、本名:トーマス・“トム”・ノイヴィルト（ドイツ語: Thomas "Tom" Neuwirth、1988年11月6日 - ）は、オーストリア出身のドラァグクイーンの歌手である。2014年5月、デンマーク・コペンハーゲンで開催されたユーロビジョン・ソング・コンテスト2014にオーストリア代表として出場し、優勝を果たした。英語やドイツ語などでは、トーマス・ノイヴィルトとしては男性形、コンチータ・ヴルストとしては女性形を使用する。

## 来歴
ノイヴィルトは1988年11月にオーストリアのオーバーエスターライヒ州グムンデンに生まれた。2013年のインタビューでは、学校時代には同性愛者であることから常にいじめの被害にあうおそれを感じており、休憩時間にトイレに行くのもためらうほどであったと話している。

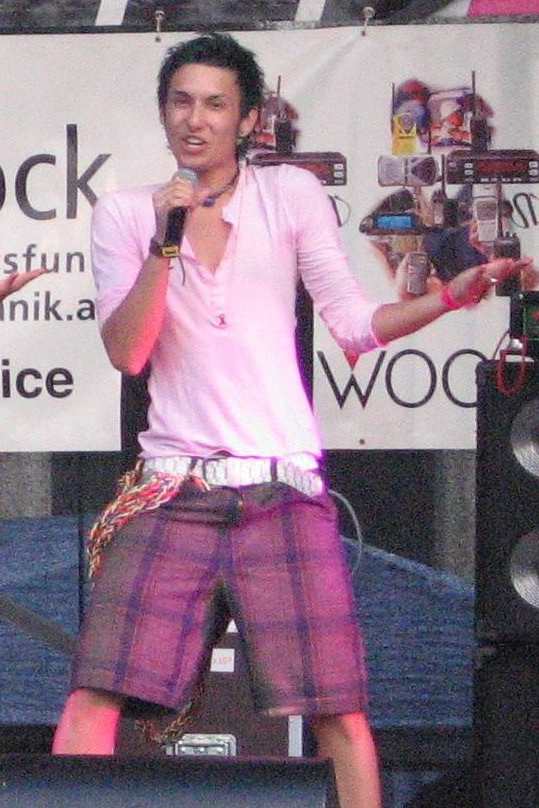
2007年、トム・ノイヴィルトとして

2007年にオーストリアのタレント・オーディション番組「Starmania」で決勝に進出した。2011年2月にグラーツの服飾学校を卒業し、ウィーンに移り住む。
幼少期の経験から、2011年にドラァグ・クイーン「コンチータ・ヴルスト」の芸名を使用するようになった。「すべての人々に差異に対する寛容を呼びかける、重要なメッセージである」と話している。
「ヴルスト（Wurst）」とはドイツ語で「ソーセージ」を意味しており、「Das ist mir doch alles Wurst」というドイツ語の慣用句に由来する。これは直訳すれば「私にとっては皆ソーセージだ」であり、「どれも同じだ」「気にしない」という意味で使用される。そのため、「どこから来て、どんな外見なのか、などということはどうでも良いのだ。」という思いでこの姓を使用することにしたという。いっぽう、「コンチータ」についてはキューバ人の友人がつけた名前だとのことである。
コンチータ・ヴルストとして、オーストリア放送協会の番組「オーストリアでいちばんキツい仕事」に出演して水産工場で働いたり、ナミビアの砂漠の只中で現地に暮らす部族と共同生活をするなどした。
2018年4月15日夜、インスタグラム（Instagram）に、元交際相手からHIVに感染していることを公表すると脅迫されている旨を投稿。「こんなふうに私をおびえさせ、私の人生に影響を与える権利など誰にも与えはしない」とつづった。この投稿には翌16日朝の時点で、2万6000件以上の「いいね」が寄せられた「他人に暴露されるよりも、カミングアウトする方がいい。人々に勇気を与え、HIV感染者に着せられる汚名と闘っていくため新たな一歩を踏み出したい」と表明。陽性診断を受けて以降、治療を受けており、ウイルス量は検出不能レベルに抑えられているため、他者に感染させる恐れはないとしている。

## 音楽歴

### 2006年 - 2007年:Starmania & Jetzt Anders!
2006年、オーストリアのテレビ番組「Starmania」の第3シーズンに出演し、ナディーネ・バイラーに次ぐ2位となる。翌年、イェツト・アンダース!というバンドを結成するが、同年中に解散する。

### 2011年 - 2012年:Die große Chance & Eurovision 2012
2011年から「コンチータ・ヴルスト」の芸名で活動を始め、オーストリア放送協会の番組「Die große Chance」に出場する。また、ユーロビジョン・ソング・コンテスト2012のオーストリア代表選考に参加し、トラックシッタズに次ぐ2位となった。

### 2013年 - 2014年:Eurovision Song Contest 2014

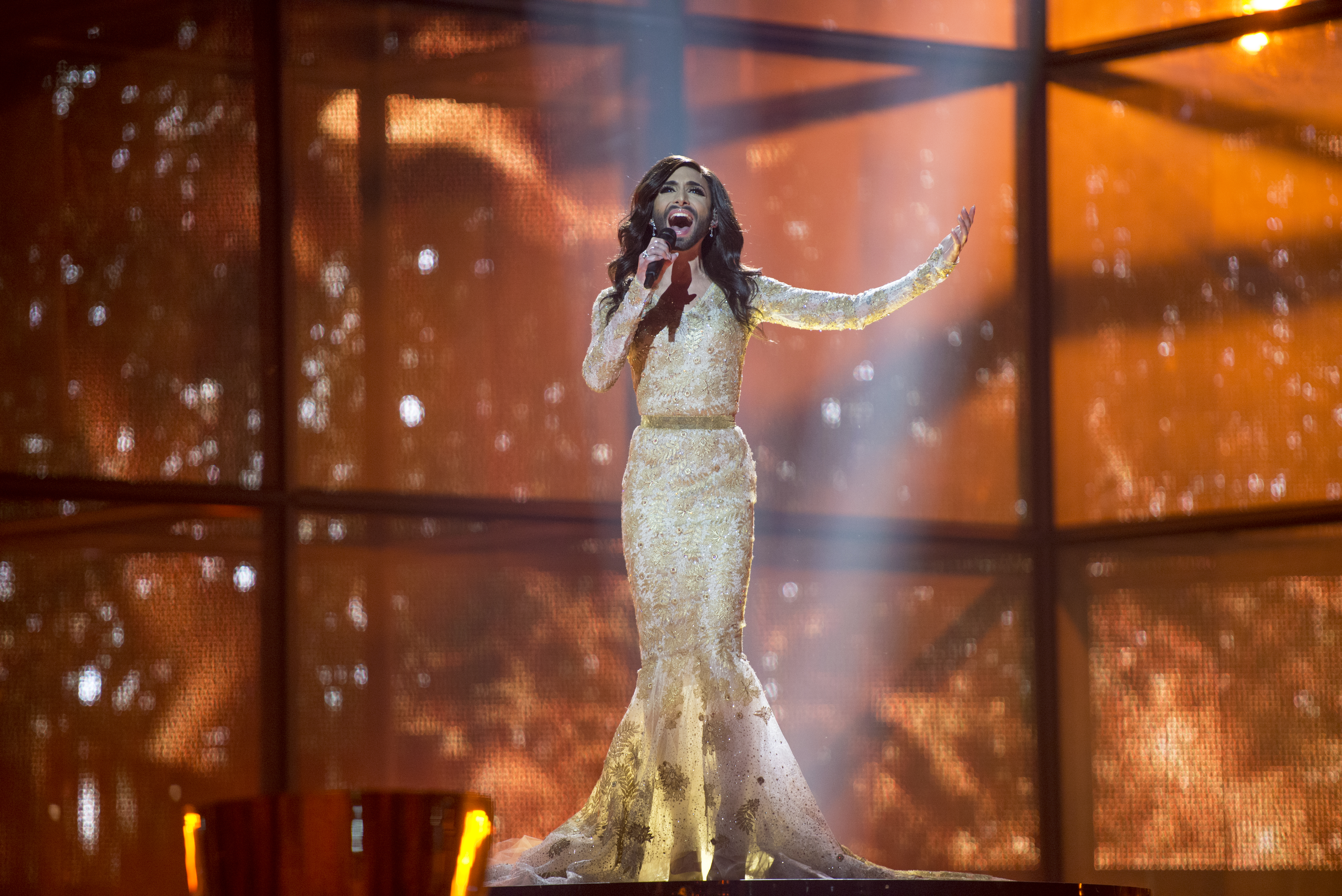
コペンハーゲンでのにて。

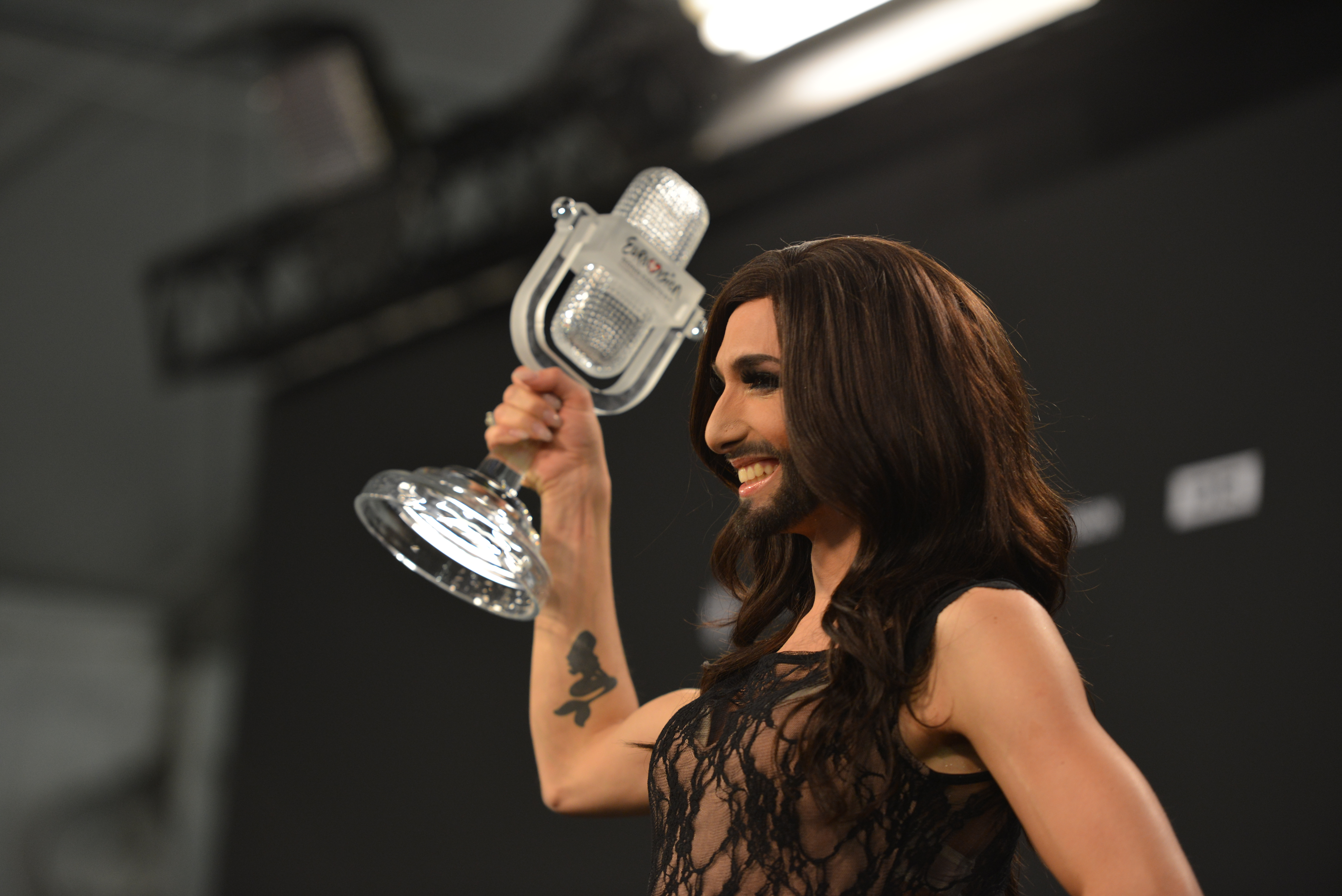
ユーロビジョンの優勝トロフィーとともに

2013年9月10日、オーストリア放送協会の内部選考によりユーロビジョン・ソング・コンテスト2014のオーストリア代表に選出された。その直後から論争の的となり、フェイスブックの「反ヴルスト」のページは3万1千を超える支持が集まった。
2013年10月、ベラルーシの情報大臣は、ベラルーシ国営放送はユーロビジョン放送時にオーストリアの登場シーンをカットすべきだとする申し立てを受けた。申し立ては、ヴルストの出演は「ユーロビジョンをソドミーの温床にするものだ」としていた。12月には同様の申し立てがロシアでも行われている。
2014年3月、ヴルストによるオーストリア代表曲が「Rise Like a Phoenix」であることが発表された。デンマーク・コペンハーゲンで行われるユーロビジョン本戦では、5月8日に準決勝を通過し、5月10日の決勝において290点を獲得して優勝者となった。オーストリアの優勝は1966年大会以来のことであった。

## 来日
2015年7月6日に初来日、10日にはミュージック・ステーションに生出演した。